# Monti delle Lechquellen
I Monti delle Lechquellen (in tedesco Lechquellengebirge) è una sottosezione delle Alpi Calcaree Nordtirolesi. La vetta più alta è il Große Wildgrubenspitze che raggiunge i 2.753 m s.l.m.
Si trovano in Austria (Vorarlberg).
Prendono il nome dal fiume Lech che ha la sorgente in questi monti.

## Classificazione

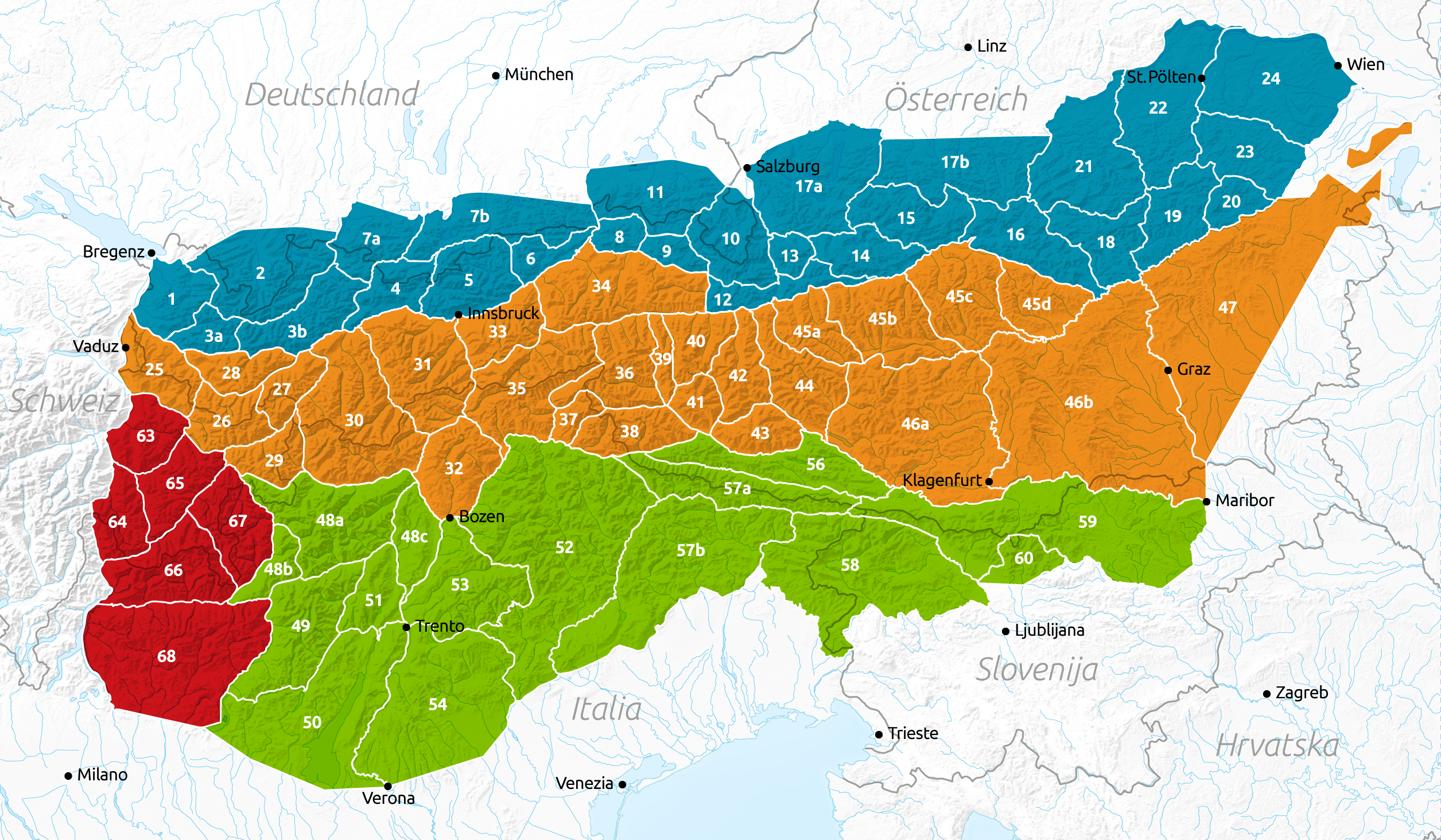
I Monti delle Lechquellen secondo l'AVE sono individuati dal numero 3a.

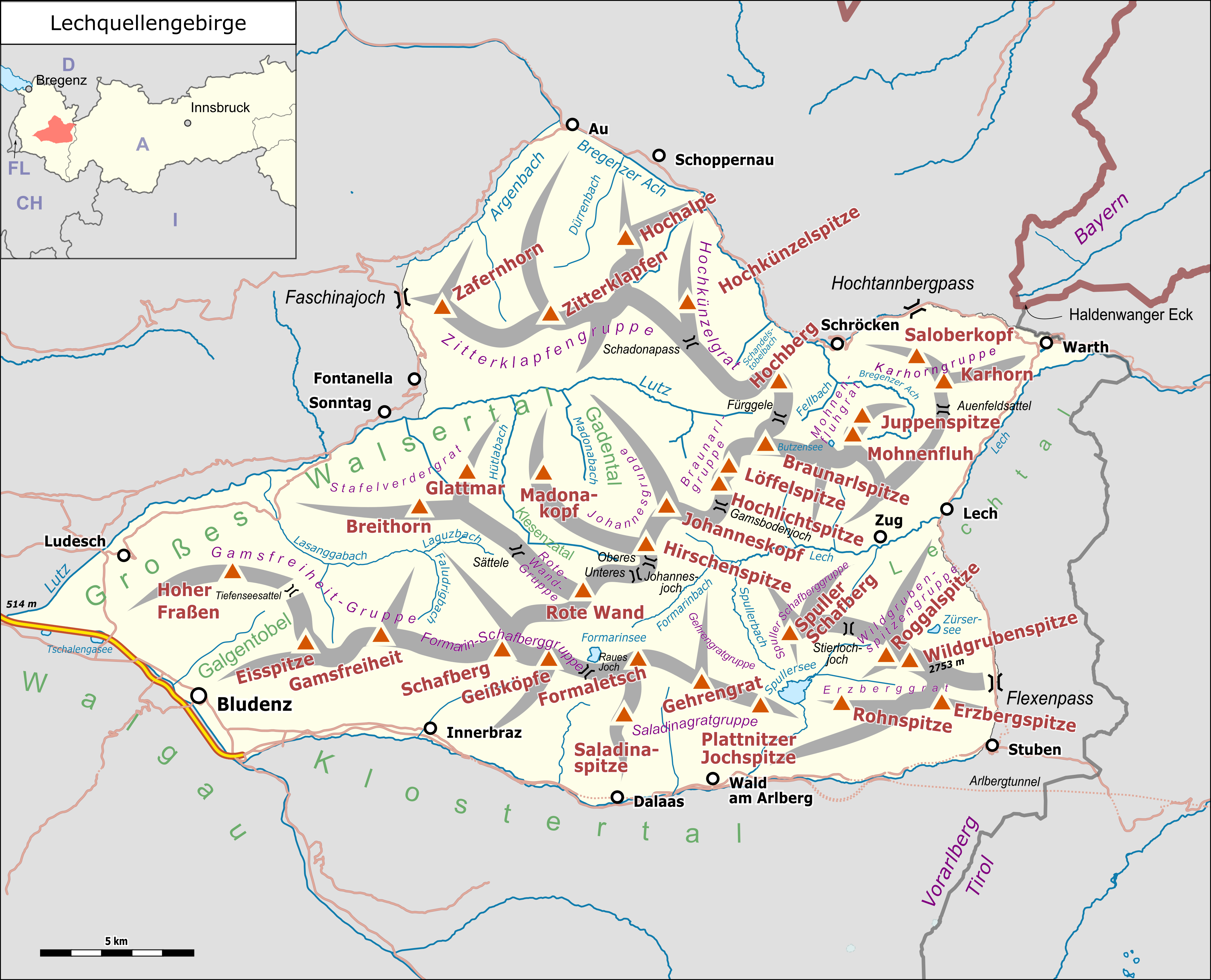
Cartina dettagliata del gruppo montuoso.

Secondo la SOIUSA i Monti delle Lechquellen sono una sottosezione alpina con la seguente classificazione:
- Grande parte = Alpi Orientali
- Grande settore = Alpi Nord-orientali
- Sezione = Alpi Calcaree Nordtirolesi
- Sottosezione = Monti delle Lechquellen
- Codice = II/B-21.II

Secondo l'AVE costituiscono il gruppo n. 3a di 75 nelle Alpi Orientali.

## Delimitazioni
Confinano:
- a nord con le Alpi dell'Algovia (nelle Alpi Bavaresi) e separate dal passo Hochtannberg,
- ad est con le Alpi della Lechtal (nella stessa sezione alpina) e separate dal Flexenpass,
- a sud con le Alpi del Silvretta, del Samnaun e del Verwall (nelle Alpi Retiche occidentali) e separate dalla Klostertal,
- a sud-ovest con la Catena del Rätikon (nelle Alpi Retiche occidentali) e separate dal fiume Ill,
- a nord-ovest con le Prealpi di Bregenz (nelle Alpi Bavaresi) e separate dal Fascinapass.

## Suddivisione

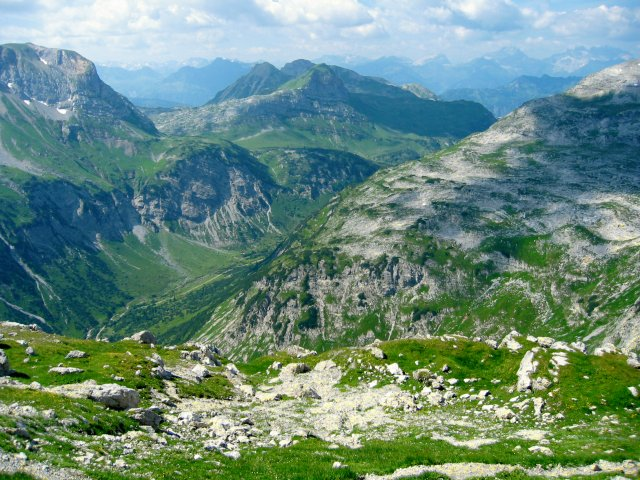
Panorama sui Monti delle Lechquellen.

In accordo con le definizioni della SOIUSA i Monti delle Lechquellen si suddividono in un supergruppo, tre gruppi ed undici sottogruppi:
- Catena Spuller Schafberg-Rote Wand-Braunarl (A)
  - Catena Spuller Schafberg-Wild (A.1)
    - Gruppo del Wildgrubenspitze (A.1.a)
      - Costiera del Wildgrubenspitze (A.1.a/a)
      - Costiera del Madloch (A.1.a/b)

    - Gruppo dell'Erzberg (A.1.b)
    - Gruppo dello Spuller Schafberg (A.1.c)
    - Gruppo del Gehrengrat (A.1.d)
      - Gehrengrat (A.1.d/a)
      - Saladinagrat (A.1.d/b)

  - Catena Rote Wand-Johannes (A.2)
    - Gruppo Formarin-Schafberg (A.2.a)
    - Gruppo del Klostertaler Gamsfreiheit (A.2.b)
    - Gruppo del Rote Wand (A.2.c)
      - Massiccio del Rote Wand (A.2.c/a)
      - Stafelvedergrat (A.2.c/b)

    - Gruppo dello Johannes (A.2.d)

  - Catena Braunarl-Zitterklapfen (A.3)
    - Gruppo del Braunarl (A.3.a)
      - Costiera del Braunarl (A.3.a/a)
      - Costiera Rothorn-Hochberg (A.3.a/b)

    - Gruppo Mohnenfluh-Karhorn (A.3.b)
      - Costiera del Mohnenfluh (A.3.b/a)
      - Costiera del Karhorn (A.3.b/b)

    - Gruppo dello Zitterklapfen (A.3.c)
      - Costiera dello Zitterklapfen (A.3.c/a)
      - Costiera dell'Hochkünzel (A.3.c/b)
      - Costiera Blasenka-Zaferhorn (A.3.c/c)

## Vette principali

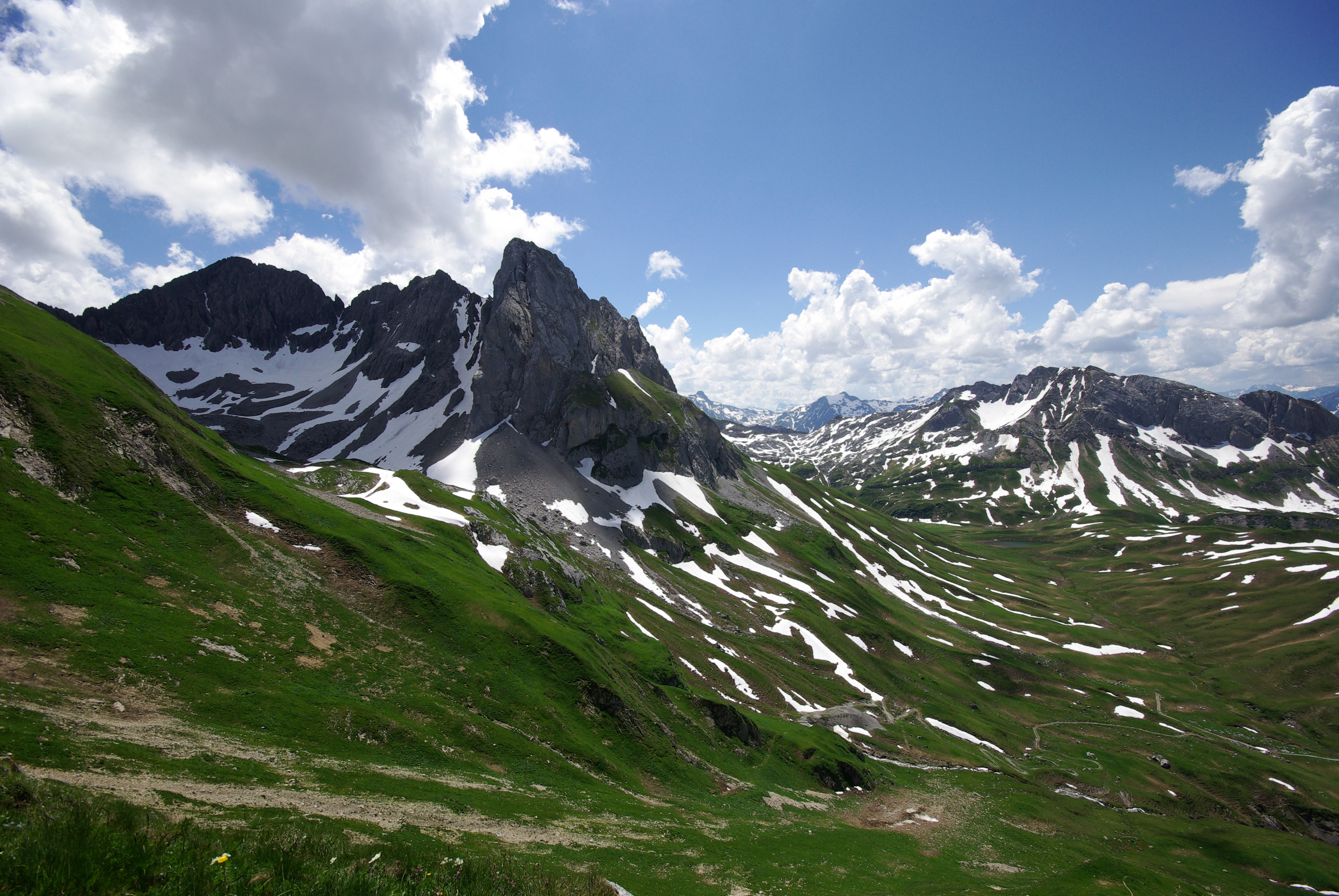
Monti delle Lechquellen con in primo piano il Große Wildgrubenspitze.

- Große Wildgrubenspitze, 2753 m
- Rote Wand, 2704 m
- Grosser Grätlisgrat, 2702 m
- Mittlere Wildgrubenspitze, 2696 m
- Nadel, 2685 m
- Spuller Schafberg, 2679 m
- Roggalspitze, 2672 m
- Wasenspitze, 2665 m
- Braunarlspitze, 2649 m
- Hochlicht, 2600 m
- Mohnenfluh, 2542 m
- Karhorn, 2416 m
- Zitterklapfen, 2403 m
- Hochkünzelspitze, 2397 m
- Feuerstein, 2271 m
- Warther Horn, 2257 m
- Gamsfreiheit, 2211 m